# 555120 Ottoguthier
555120 Ottoguthier è un asteroide della fascia principale. Scoperto nel 2013, presenta un'orbita caratterizzata da un semiasse maggiore pari a 2,663054 UA e da un'eccentricità di 0,208377, inclinata di 15,812159° rispetto all'eclittica.